# Forstera bellidifolia
Forstera bellidifolia là một loài thực vật có hoa trong họ Stylidiaceae. Loài này được Hook. mô tả khoa học đầu tiên năm 1852.